# Matthias Storme

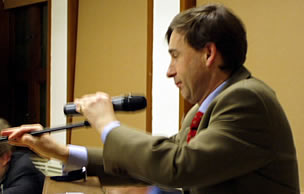
Matthias Storme, 2005

Matthias Edward Storme (* 1959 in Gent) ist ein belgischer Jurist und liberal-konservativer Denker, Schriftsteller und Politiker.
Er studierte Jura und Philosophie an der UFSIA in Antwerpen (1976–1978) und an der Katholieke Universiteit Leuven (1978–1981), beide in Flandern und an der Yale University in den Vereinigten Staaten. Er forschte am Max-Planck-Institut für ausländisches und internationales Privatrecht in Hamburg und an der Universität von Bologna (Italien). Er verbrachte auch einige Zeit an der Universität Stellenbosch in Südafrika.
Später wurde er Juraprofessor an den Universitäten von Leuven (Löwen) und Antwerpen. Er liest Privatrecht, Europäische Gemeinschaftsrecht und Rechtsvergleichung. Er war Mitglied der Lando-Kommission (Kommission für ein europäisches Vertragsrecht) und ist Mitglied der Study Group on a European Civil Code (Vorsitzender: Christian v. Bar) und der Acquis-Gruppe (Vorsitzender: Hans Schulte-Nölke).
Er ist Herausgeber des „European review of private law / Europäische Zeitschrift für Privatrecht / Revue européenne de droit privé“ (seit Stiftung im Jahr 1991).
Er ist Mitglied der KAV Lovania Löwen, eine dem Cartellverband der katholischen deutschen Studentenverbindungen befreundete Verbindung, und des KVHV-Leuven.
Von 1996 bis 2004 war er Vorsitzender der Flämischer Akademikerverein (Verbond der Vlaamse Academici, VVA).
Am 27. Januar 2005 bekam er der Freiheitspreis von Nova Civitas. Die Gustave-de-Molinari-Vorlesung, welche er gehalten hat, hieß: „Die grundlegendste Freiheit: die Freiheit zu diskriminieren“.
Weiterhin war er Mitglied der Vorstand der N-VA, einer flämischen politischen Partei, die die Auflösung Belgiens und die Unabhängigkeit Flanderns anstrebt.